# 多用途飛機

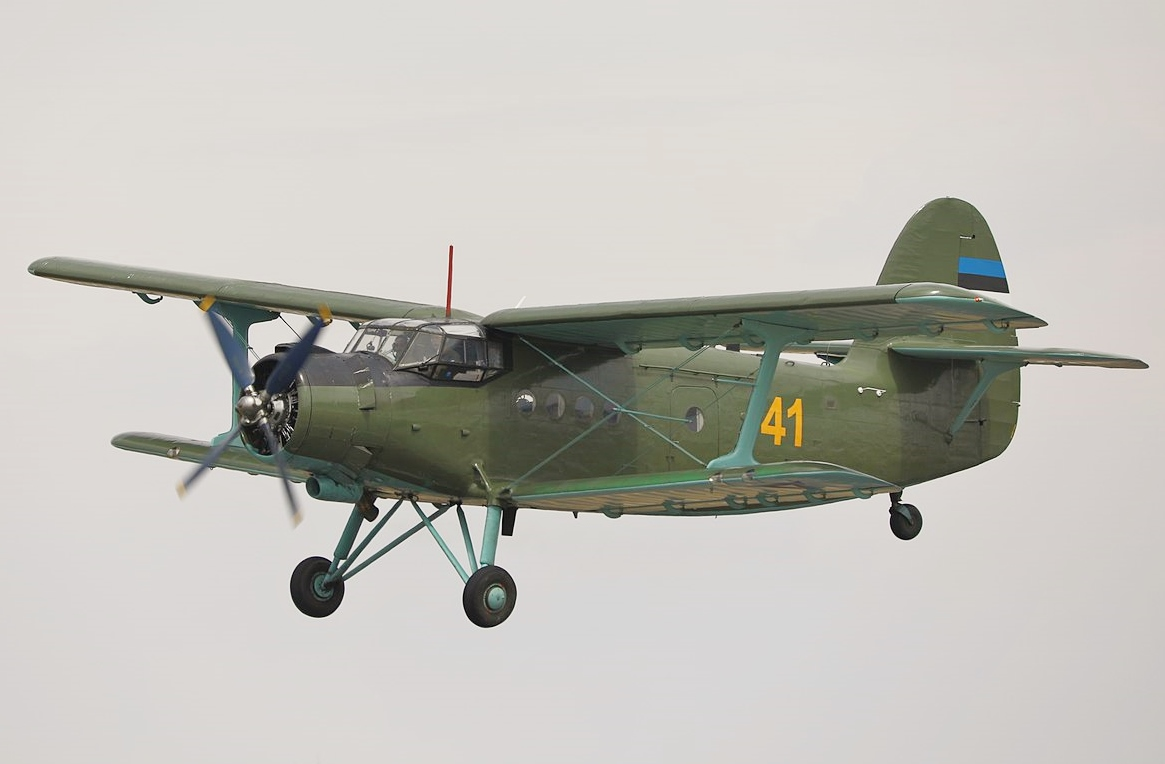
安东诺夫An-2 ，一種廣泛使用的通用飛機

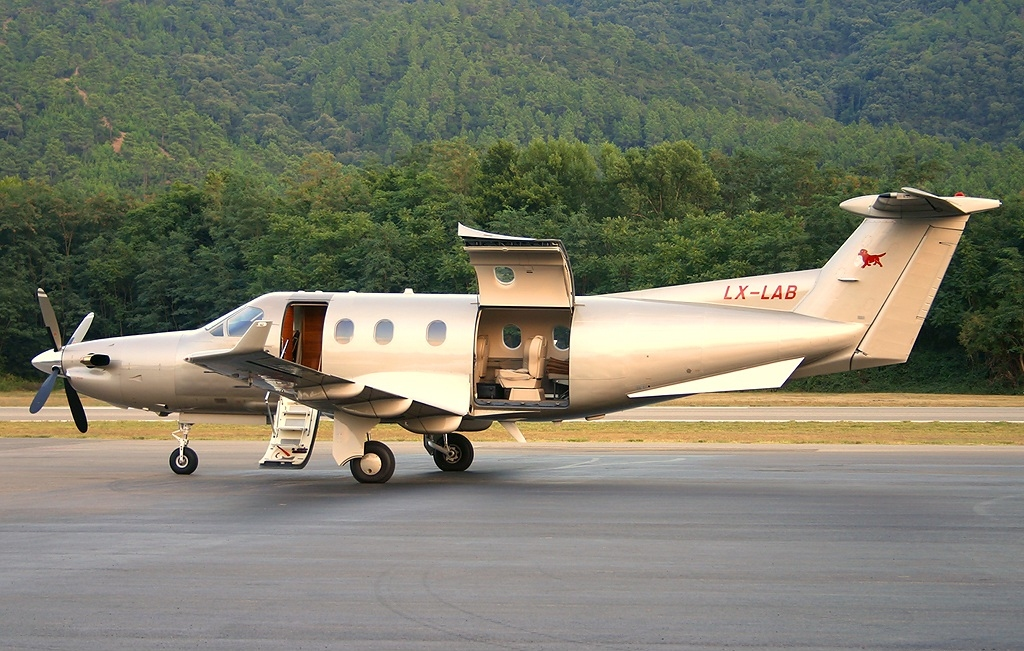
皮拉圖斯PC-12通用渦輪螺旋槳飛機

多用途飛機（也稱為通用飛機）是一種通用輕型飛機或直升機，通常運輸人員、貨物及其他物資，但也可以在不需要或專業飛機不可用是執行其他任務。
此術語還可以指根據美國、加拿大、歐盟或澳大利亞法規認證被封為“通用類飛機”。這表示飛機可以進行有限的特技飛行。   
在美國，軍用通用飛機使用前綴U。